# Palmitalia latilamellata
Palmitalia latilamellata är en kvalsterart som beskrevs av Pérez-Íñigo och Peña 1997. Palmitalia latilamellata ingår i släktet Palmitalia och familjen Austrachipteriidae. Inga underarter finns listade i Catalogue of Life.